# Roco Vargas
Roco Vargas es una serie de historietas del autor español Daniel Torres, que lleva desarrollando desde 1983. Es el personaje de mayor fama del autor.

## Trayectoria editorial
El personaje vio la luz en la historieta "Tritón", cuya publicación se inició en 1983 en la revista "Cairo". Tras Tritón, El misterio de Susurro y Saxxon, el personaje alcanzará un excepcional nivel narrativo con La estrella lejana, considerada una de las mejores obras del autor.
Las cuatro serían recogidas en álbumes:
- Tritón (1984) (ISBN 84-85475-55-0)
- El misterio de Susurro (1985) (ISBN 84-85475-72-0)
- Saxxon (1986) (ISBN 84-85475-98-4)
- La estrella lejana (1987) (ISBN 84-86595-14-2)

A su vez, serían recopiladas en un tomo único por Norma en 1997 bajo el título genérico de Roco Vargas, ISBN 84-7904-467-5.
Daniel Torres volvería en 2000 a la serie, publicando los siguientes álbumes:
- El bosque oscuro (2000) (ISBN 84-8431-131-7)
- El juego de los dioses (2004) (ISBN 84-8431-913-X)
- Paseando con monstruos (2005) (ISBN 84-9814-226-1)
- La balada de Dry Martini (2006) (ISBN 84-9814-614-3)
- Júpiter (2017) (ISBN 978-84-679-2639-2)

También se ha publicado un Roco Vargas Sketchbook (ISBN 84-9814-982-7)
La historieta de 2021 El futuro que no fue está ambientada en el mismo universo, pero protagonizada por otro personaje.

## Argumento
En sus aventuras se retrata a un escritor de ciencia ficción, dueño de un club nocturno, aventurero espacial y galán consumado que recorrerá todo el sistema solar resolviendo los conflictos que amenazan a la humanidad.
Roco Vargas habita un retrofuturo en el que la Tierra ha colonizado todos los planetas colindantes, plagándolos de metrópolis atestadas de coches voladores, reservas naturales con exóticas vidas alienígenas o talleres sobre asteroides habitados por sumisos robots. Este escenario es utilizado por Daniel Torres para llevar al piloto Roco Vargas por lugares jamás imaginados, mezcla de ambientes que nos son familiares por la cultura popular (como el clima de posguerra de la Segunda Guerra Mundial) con locuras imaginativas de mundos imposibles.

## Estilo
Según los críticos Óscar Palmer y Eric Frattini, 

Tritón supuso además un cambio estilístico, marcando la frontera entre la línea más clara de anteriores trabajos y la más rugosa y de trazo seco que empezó a utilizar después y con la que consiguió un perfecto cruce entre dos estilos tan diametralmente opuestos como la limpieza de Hergé y la agresividad de Jack Kirby